# Jorge Bátiz
Jorge Bátiz (ur. 2 grudnia 1933 w Tandil) – argentyński kolarz torowy i szosowy, dwukrotny medalista torowych mistrzostw świata.

## Kariera
Pierwszy sukces w karierze Jorge Bátiz osiągnął w 1955 roku, kiedy to zdobył srebrny medal w sprincie indywidualnym amatorów podczas mistrzostw świata w Mediolanie. W zawodach tych wyprzedził go jedynie Włoch Giuseppe Ogna, a trzecie miejsce zajął Australijczyk John Tresidder. W tym samym roku zdobył złoty medal w tej samej konkurencji na igrzyskach panamerykańskich w Meksyku. Na rozgrywanych rok później mistrzostwach świata w Kopenhadze rywalizację w sprincie indywidualnym ponownie zakończył na drugim miejscu, tym razem przegrywając tylko z Francuzem Michelem Rousseau. Bátiz jest pierwszym argentyńskim kolarzem, który zdobył medal torowych mistrzostw świata. Startował również w wyścigach szosowych, ale bez większych sukcesów.